# Siti italiani del patrimonio mondiale UNESCO
Siti italiani del patrimonio mondiale UNESCO è un programma televisivo di documentari d'arte in onda nel 2019 sul canale tematico Rai Storia.
Le 5 puntate lunghe sono dei documentari tematici, mentre le 54 puntate brevi sono miniclip ciascuna dedicata a uno degli allora altrettanti siti italiani del patrimonio mondiale.

## Documentari
| Titolo documentario       | Autore                                   | Regista            |
| ------------------------- | ---------------------------------------- | ------------------ |
| L'interscambio culturale  | Giancarlo Di Giovine                     | Raffaella Maresti  |
| Paesaggi culturali        | Giorgio Taschini, Monica Taburchi        | Monica Taburchi    |
| Il patrimonio immateriale | Giancarlo Di Giovine                     | Raffaella Maresti  |
| Patrimonio naturale       | Eugenio Farioli Vecchioli, Marta Saviane | Marta Saviane      |
| Le ville dell'ozio        | Massimiliano Griner                      | Claudio Bozzatello |

## Miniclip
| Sito |
| --- |
| Antiche faggete primordiali dei Carpazi e di altre regioni d'Europa (sito transnazionale)                         |
| Area archeologica di Agrigento                                                                                    |
| Area archeologica e Basilica patriarcale di Aquileia                                                              |
| Aree archeologiche di Pompei, Ercolano e Torre Annunziata                                                         |
| Arte rupestre della Valcamonica                                                                                   |
| Assisi, Basilica di San Francesco e altri luoghi francescani                                                      |
| Castel del Monte                                                                                                  |
| Centro storico della città di Pienza                                                                              |
| Centro storico di Firenze                                                                                         |
| Centro storico di Napoli                                                                                          |
| Centro storico di Roma, le proprietà extraterritoriali della Santa Sede nella città e San Paolo fuori le mura     |
| Centro storico di San Gimignano                                                                                   |
| Centro storico di Siena                                                                                           |
| Centro storico di Urbino                                                                                          |
| La chiesa e il convento domenicano di Santa Maria delle Grazie con "La cena" di Leonardo da Vinci                 |
| Città di Verona                                                                                                   |
| La città di Vicenza e le ville del Palladio in Veneto                                                             |
| Le città tardo-barocche del Val di Noto                                                                           |
| Costiera amalfitana                                                                                               |
| Crespi d'Adda |
| Dolomiti |
| Ferrara città del Rinascimento e il suo delta del Po                                                              |
| La Ferrovia Retica nel passaggio dell'Albula e del Bernina (sito transnazionale)                                  |
| Genova: le Strade Nuove e il sistema dei Palazzi dei Rolli                                                        |
| Isole Eolie |
| Ivrea, città industriale del XX secolo                                                                            |
| I Longobardi in Italia. I luoghi del potere (568-774 d.C.)                                                        |
| Mantova e Sabbioneta                                                                                              |
| Modena: Cattedrale, Torre Civica e Piazza Grande                                                                  |
| Monte Etna |
| Monte San Giorgio                                                                                                 |
| Monumenti paleocristiani di Ravenna                                                                               |
| Le necropoli etrusche di Cerveteri e Tarquinia                                                                    |
| Su Nuraxi di Barumini                                                                                             |
| Opere di difesa veneziane tra il XVI e il XVII secolo: Stato da Terra - Stato da Mar (sito transnazionale)        |
| Orto botanico di Padova                                                                                           |
| Paesaggi vitivinicoli del Piemonte: Langhe-Roero e Monferrato                                                     |
| Il Palazzo Reale del XVIII secolo di Caserta con il parco, l'acquedotto vanvitelliano e il complesso di S. Leucio |
| Palermo arabo-normanna e le cattedrali di Cefalù e Monreale                                                       |
| Parco nazionale del Cilento e del Vallo di Diano con i siti archeologici di Paestum e Veia e la Certosa di Padula |
| La piazza del Duomo di Pisa                                                                                       |
| Portovenere, Cinque Terre e Isole Palmaria, Tino e Tinetto                                                        |
| Residenze Sabaude                                                                                                 |
| Sacri Monti di Piemonte e Lombardia                                                                               |
| I Sassi e il Parco delle chiese rupestri di Matera                                                                |
| Siracusa e le necropoli rupestri di Pantalica                                                                     |
| Siti palafitticoli preistorici dell'arco alpino (sito transnazionale)                                             |
| Tivoli, Villa Adriana                                                                                             |
| Tivoli, Villa d'Este                                                                                              |
| I trulli di Alberobello                                                                                           |
| Val d'Orcia |
| Venezia e la sua laguna                                                                                           |
| Villa Romana del Casale                                                                                           |
| Ville e giardini medicei in Toscana                                                                               |